# Adrien-Marie Legendre
Adrien-Marie Legendre ( Pariz, 18. rujna 1752. – Pariz, 10. siječnja 1833.), bio je francuski matematičar i astronom.
Dao je značajne doprinose statistici, teoriji brojeva, apstraktnoj algebri i matematičkoj analizi. Prvo je bio profesor na École Militaire od 1775. do 1780., od 1783. član Francuske akademije znanosti, a bio je član i nekoliko javnih komisija. Naslijedio je Lagrangea u Bureau des longitudes. Legendre je napisao veliki broj rasprava o oblicima i putanjama nebeskih tijela. Napisao je 1805. rad u kojem je izračunao putanju kometa upotrebljavajući po prvi put metodu najmanjeg kvardrata, koju je sam otkrio neovisno o Gaussu i po njem su nazvani Legendreov simbol i Legendreova formula.
Legendre je 1787. zajedno s Domenicom Cassinijem i Pierrom Méchainom izmjerio zemljopisnu dužinu da bi utvrdio međusobnu poziciju opservatorija u Parizu i Londonu. O funkcijama je napisao Exercices de calcul intégral etc. 1807. a 1827. Traité des fonctions elliptiques (3 dijela). Posljednji dio je napisao kao dodatak mjerenjima Abelija i Jacobija. Essai sur les nombres iz 1798. je prošireno izdanje njegove knjige Théorie des nombres. Njegovo ime nalazi se na popisu 72 znanstvenika ugraviranih na Eifellovom tornju.